# Харнелл, Джесс
Джесс Ха́рнелл (англ. Jess Harnell; род. 23 декабря 1963, Тинек, Нью-Джерси) — американский актёр озвучивания, телеведущий и певец. Менее известен как продюсер и кастинг-директор. Официальный голос Крэша Бандикута с 2005 по 2019 год. Ведущий телепередачи «Самые смешные домашние видео Америки» с 2001 года по настоящее время.

## Биография
Джесс Кью. Харнелл родился 23 декабря 1963 года в городе Энглвуд (штат Нью-Джерси, США). Рос в близлежащем тауншипе Тинек. Мать — Элис, отец — Джо Харнелл (1924—2005), известный композитор и аранжировщик.
С 1985 года Харнелл начал исполнять песни в фильмах и мультфильмах, с 1987 года начал сниматься на телевидении, в следующем году состоялся его дебют на широком экране, с 1989 года — актёр озвучивания. Именно озвучивание мультфильмов, мультсериалов и компьютерных игр стало основным родом его деятельности.
С 2001 года — ведущий телепередачи «Самые смешные домашние видео Америки»: 356 выпусков по состоянию на 4 января 2021 года.
С 2001 года регулярно озвучивает странноватого почтальона Вутона Бассетта в радио-драме «Приключения в Одиссее».
Озвучил многих персонажей в нескольких видеоиграх по мотивам вселенной «Звёздных войн».
Музыкант
В 1995 году Харнелл выпустил свой единственный соло-альбом «Звук твоего голоса». С 2010 года является ведущим вокалистом группы Rock Sugar.
Личная жизнь
19 ноября 2019 года женился на женщине по имени Кейра, не связанной с кинематографом.

## Избранная фильмография

### Озвучивание

#### 1990—2000
Фильмы, мультфильмы, мультсериалы
- 1991 — Чёрный Плащ / Darkwing Duck — Блиб (в эпизоде U.F. Foe)
- 1993 — Черепашки-ниндзя / Teenage Mutant Ninja Turtles — разные роли (в эпизоде Night of the Dark Turtle)
- 1993 — Чокнутый / Bonkers — разные роли (в 3 эпизодах[англ.])
- 1993 — Два глупых пса / 2 Stupid Dogs — разные роли (в 13 эпизодах[англ.])
- 1993, 1995 — Розовая пантера / The Pink Panther — разные роли (в 2 эпизодах)
- 1993—1995 — Мыши-байкеры с Марса / Biker Mice from Mars — разные роли (в 8 эпизодах)
- 1993—1998 — Озорные анимашки / Animaniacs — Вакко Уорнер, разные роли (в 99 эпизодах[англ.])
- 1994 — Фантастическая четвёрка / Fantastic Four — разные роли (в эпизоде Hopelessly Impossible)
- 1994 — Помпоко: Война тануки / 平成狸合戦ぽんぽこ — Гёбу (дубляж)
- 1994 — Сверхчеловеческий самурайский кибер-отряд[англ.] / Superhuman Samurai Syber-Squad — разные роли (в 3 эпизодах)
- 1994 — Бетховен / Beethoven — поющий пончик (в эпизоде The Big One/Fleas!)
- 1994—1996 — Тик-герой / The Tick — разные роли (в 29 эпизодах)
- 1995 — Пробковый опоссум[англ.] / The Shnookums and Meat Funny Cartoon Show — Флойд, безумная гремучая змея (в 10 эпизодах)
- 1995 — Каспер / Casper — Арнольд
- 1995—1996 — Фриказоид! / Freakazoid! — разные роли (в 4 эпизодах)
- 1995—1996 — Запутанные истории кота Феликса[англ.] / The Twisted Tales of Felix the Cat — разные роли (в 9 эпизодах)
- 1995—1998 — Пинки и Брейн / Pinky and the Brain — разные роли (в 5 эпизодах[англ.])
- 1995, 1999 — Король Лев: Тимон и Пумба / Timon & Pumbaa — разные роли (в 5 эпизодах[англ.])
- 1996 — Аладдин и король разбойников / Aladdin and the King of Thieves — второстепенные персонажи
- 1996—1997 — Бродяги[англ.] / Road Rovers — Хантер, золотистый ретривер (в 13 эпизодах)
- 1996—1997 — Маска[англ.] / The Mask — разные роли (в 6 эпизодах)
- 1996—1998 — Каспер, который живёт под крышей / The Spooktacular New Adventures of Casper — Фэтсо, привидение[англ.] (в 27 эпизодах)
- 1997 — Я — горностай / I Am Weasel — премьер-министр Франции / адмирал Буллетс / рабочий (в эпизоде This Bridge, Not Weasel Bridge[англ.])
- 1997 — Каспер: Начало / Casper: A Spirited Beginning — Фэтсо, привидение
- 1997 — Шоу Странного Эла[англ.] / The Weird Al Show — доктор Легьюм (в выпуске One for the Record Books)
- 1997 — Детёныши джунглей[англ.] / Jungle Cubs — тукан (в эпизоде Old Green Teeth/The Elephant Who Couldn't Say No)
- 1997 — Принцесса вампиров Мию[англ.] / 吸血姫美夕 — Такаси Касивабара (дубляж)
- 1997—1998 — Жизнь с Луи / Life with Louie — разные роли (в 2 эпизодах)
- 1997—1998 — Пеппер Энн[англ.] / Pepper Ann — разные роли (в 2 эпизодах)
- 1997—1998 — Переменка / Recess — Рики МакКлауд (в 3 эпизодах)
- 1997, 1999 — Коровка и Петушок / Cow and Chicken — разные роли (в 2 эпизодах[англ.])
- 1997, 1999 — Ох уж эти детки! / Rugrats — разные роли (в 2 эпизодах)
- 1998 — Волшебный меч: В поисках Камелота / Quest for Camelot — второстепенные персонажи
- 1998 — Вторжение в Америку[англ.] / Invasion America — второстепенные персонажи (в 5 эпизодах)
- 1998 — Каспер встречает Венди / Casper Meets Wendy — Фэтсо, привидение
- 1998 — Дикая семейка Торнберри / The Wild Thornberrys — черепаха / болотный олень (в эпизоде Vacant Lot[англ.])
- 1998 — Приключения Флика / A Bug's Life — жук-автобус
- 1998 — Бешеный Джек Пират / Mad Jack the Pirate — Снак, крыса, помощник капитана Джека (в 13 эпизодах)
- 1998 — О да! Мультики[англ.] / Oh Yeah! Cartoons — разные роли (в 3 эпизодах)
- 1998—1999 — Истерика![англ.] / Histeria! — разные роли (в 3 эпизодах)
- 1998—1999 — Секретные материалы псов-шпионов / The Secret Files of the Spy Dogs — разные роли (в 4 эпизодах)
- 1998, 2000—2001 — Люди в чёрном / Men in Black — второстепенные персонажи (в 3 эпизодах)
- 1999 — Наш друг, Мартин[англ.] / Our Friend, Martin — репортёр / демонстрант
- 1999 — Сильвестр и Твити: Загадочные истории / The Sylvester & Tweety Mysteries — разные роли (в 2 эпизодах[англ.])
- 1999 — Желание Вакко / Wakko's Wish — Вакко Уорнер
- 1999 — История игрушек 2 / Toy Story 2 — мужчина
- 1999 — Новое шоу Дятла Вуди / The New Woody Woodpecker Show — разные роли (в 3 эпизодах)
- 2000 — Кураж — трусливый пёс / Courage the Cowardly Dog — братья-утки (в эпизоде The Duck Brothers[англ.])
- 2000 — Эй, Арнольд! / Hey Arnold! — рассказчик за кадром (в эпизоде Helga's Locket/Sid and Germs)
- 2000 — Лев страны Оз[англ.] / Lion of Oz — певец
- 2000 — Жизнь и приключения Санта-Клауса[англ.] / The Life & Adventures of Santa Claus — разные роли
- 2000 — Никки, дьявол-младший / Little Nicky — Гэри, монстр
- 2000 — Царь сновидений / Joseph: King of Dreams — Иссахар / старший торговец
- 2000 — Базз Лайтер из Звёздной команды[англ.] / Buzz Lightyear of Star Command — разные роли (в 4 эпизодах)
- 2000 — Похождения императора / The Emperor's New Groove — стражник
- 2000, 2003—2004 — Джонни Браво / Johnny Bravo — разные роли (в 4 эпизодах[англ.])

Компьютерные игры
- 1990 — The Secret of Monkey Island — Бил Феттучини / пираты / прочие персонажи
- 1994 — Quest for Glory: Shadows of Darkness — Франц
- 1996 — Blazing Dragons[англ.] — сэр Газовое Пламя / мойщик вывески / неотёсанный отвратительный крестьянин / прочие персонажи
- 1997 — ClayFighter 63⅓[англ.] — Плохой мистер Мороз
- 1998 — Animaniacs: Ten Pin Alley — Вакко
- 1999 — Bugs Bunny: Lost in Time — Мерлин «Мойл» Манро
- 2000 — Star Wars Episode I: Jedi Power Battles — Ки-Ади-Мунди, мастер-джедай / боевой дроид
- 2000 — Escape from Monkey Island — разные роли
- 2000 — 102 Dalmatians: Puppies to the Rescue — профессор Фэзбум / крот Мэнни
- 2000 — Star Wars: Demolition — Дарт Мол / Малакили
- 2000 — The Jungle Book Groove Party[англ.] — Зигги

#### 2001—2010
Фильмы, мультфильмы, мультсериалы
- 1998, 2000—2001 — Люди в чёрном / Men in Black — второстепенные персонажи (в 3 эпизодах)
- 2000, 2003—2004 — Джонни Браво / Johnny Bravo — разные роли (в 4 эпизодах[англ.])
- 2001 — Леди и Бродяга 2: Приключения Шалуна / Lady and the Tramp II: Scamp's Adventure — Бастер (только вокал, в титрах не указан)
- 2001 — Уродливые марсиане[англ.] / Butt-Ugly Martians — разные роли (в 26 эпизодах)
- 2001 — Самурай Джек / Samurai Jack — Ринго / официантка (в эпизоде Episode IX - Jack Under the Sea)
- 2001 — Симпсоны / The Simpsons — Панчо (в эпизоде The Parent Rap)
- 2001 — Том и Джерри: Волшебное кольцо / Tom and Jerry: The Magic Ring — полицейский
- 2001 — Шоу Дрю Кэри[англ.] / The Drew Carey Show — подражатель[англ.] голосу Элвиса Пресли (в эпизоде Drew and the King[англ.])
- 2001—2002 — Ужасные истории[англ.] / Horrible Histories — Даррен Донгл (в 26 эпизодах)
- 2001—2002 — Мышиный дом / House of Mouse — разные роли (в 3 эпизодах)
- 2001—2007 — Ужасные приключения Билли и Мэнди / The Grim Adventures of Billy & Mandy — разные роли (в 7 эпизодах[англ.])
- 2001—2005, 2012 — Абсолютные шпионки! / Totally Spies! — разные роли (в 54 эпизодах)
- 2002 — Спирит: Душа прерий / Spirit: Stallion of the Cimarron — орёл (в титрах не указан)
- 2002 — Скуби-Ду / Scooby-Doo — чудовища
- 2002 — Лило и Стич / Lilo & Stitch — гаваец
- 2002 — Оззи и Дрикс[англ.] / Ozzy & Drix — Шви (в эпизоде Gas of Doom)
- 2002, 2005—2006 — Команда нашего двора / Codename: Kids Next Door — разные роли (в 6 эпизодах[англ.])
- 2002—2005, 2008 — Волшебный мелок[англ.] / ChalkZone — разные роли (в 24 эпизодах)
- 2003 — Большой красный пёс Клиффорд[англ.] / Clifford the Big Red Dog — разные роли (в эпизоде Food for Thought/Friends Forever)
- 2003 — Лаборатория Декстера / Dexter's Laboratory — разные роли (в эпизоде Head Band/Stuffed Animal House/Used Ink)
- 2003 — В поисках Немо / Finding Nemo — второстепенные персонажи
- 2003 — Суперкрошки / The Powerpuff Girls — разные роли (в эпизоде See Me, Feel Me, Gnomey[англ.])
- 2003—2004 — Дак Доджерс / Duck Dodgers — разные роли (в 4 эпизодах)
- 2003, 2005 — Щенячьи дни Клиффорда[англ.] / Clifford's Puppy Days — разные роли (в 7 эпизодах)
- 2004 — Тутенштейн / Tutenstein — разные роли (в 2 эпизодах)
- 2004 — Книга комиксов в кино[англ.] / Comic Book: The Movie — Рики
- 2004 — Большое кино Клиффорда[англ.] / Clifford's Really Big Movie — Дирк
- 2004 — Что новенького, Скуби-Ду? / What's New, Scooby-Doo? — разные роли (в эпизоде Large Dragon at Large[англ.])
- 2004 — Три мушкетёра: Микки, Дональд и Гуфи / Mickey, Donald, Goofy: The Three Musketeers — старший генерал (в титрах не указан)
- 2004 — Волшебные покровители / The Fairly OddParents — певец (в эпизоде Shelf Life)
- 2004 — Мозги под шубой[англ.] / Evil Con Carne — разные роли (в эпизоде Gridlocked and Loaded/Fool's Paradise)
- 2004 — Кенгуру Джекпот: Новые приключения[англ.] / Kangaroo Jack: G'Day U.S.A.! — чувак
- 2004—2005 — Домашний инопланетянин[англ.] / Pet Alien — разные роли (в 3 эпизодах)
- 2004, 2006—2007 — Жизнь и приключения робота-подростка / My Life as a Teenage Robot — разные роли (в 3 эпизодах)
- 2004—2007 — Мультреалити / Drawn Together — Супергерой (в 38 эпизодах[англ.])
- 2005 — Бешеные скачки / Racing Stripes — второстепенные персонажи
- 2005 — Том и Джерри: Полёт на Марс / Tom and Jerry: Blast Off to Mars — разные роли
- 2005 — Детки подросли / All Grown Up! — певец джинглов (в эпизоде Blind Man's Bluff[англ.])
- 2005 — Том и Джерри: Быстрый и бешеный[англ.] / Tom and Jerry: The Fast and the Furry — разные роли
- 2005 — Жужжание о Мэгги[англ.] / The Buzz on Maggie — разные роли (в 3 эпизодах)
- 2005 — Расплющенный космос / Tripping the Rift — капитан Кирк (в эпизоде Chode & Bobo's High School Reunion)
- 2006 — Мой друг — обезьяна / My Gym Partner's a Monkey — разные роли (в эпизоде Shark Attack/Me Adam, You Jake)
- 2006 — Тачки / Cars — Свен «Губернатор»
- 2006 — Ледниковый период 2: Глобальное потепление / Ice Age: The Meltdown — второстепенные персонажи
- 2006 — Астерикс и викинги / Astérix et les Vikings — Какофоникс (дубляж)
- 2006 — Большое путешествие / The Wild — кричащий мусорщик
- 2006 — Сказания Земноморья / ゲド戦記 — продавец хазии (дубляж)
- 2006 — Герои Хигглитауна[англ.] / Higglytown Heroes — шеф Хигглихьюн (в эпизоде Higgly Island)
- 2006 — Овощные истории / VeggieTales — второстепенные персонажи (в эпизоде Dr. Jiggle and Mr. Sly; в титрах не указан)
- 2006—2007 — Мыши-байкеры с Марса[англ.] / Biker Mice from Mars — разные роли (в 19 эпизодах)
- 2006—2009 — На замену / The Replacements — Донни Ротвейлер, хулиган / прочие персонажи (в 17 эпизодах[англ.])
- 2007 — Земля до начала времён / The Land Before Time — Свупер (в эпизоде The Hermit of Black Rock)
- 2007 — Черепашки-ниндзя / TMNT — второстепенные персонажи
- 2007 — Бен-10 / Ben 10 — разные роли (в эпизоде Monster Weather[англ.])
- 2007 — Трансформеры / Transformers — Айронхайд / Баррикейд
- 2007 — Ким Пять-с-плюсом / Kim Possible — разные роли (в 2 эпизодах)
- 2007 — Класс 3000[англ.] / Class of 3000 — разные роли (в эпизоде Safety Last)
- 2007 — Суперпёс / Underdog — астронавт
- 2007—2008 — Чаудер / Chowder — разные роли (в 3 эпизодах)
- 2008 — Хортон / Horton Hears a Who! — второстепенные персонажи
- 2008 — Охотники на драконов / Chasseurs de dragons — Гильдас (дубляж)
- 2008 — Так и волшебная сила Жужу / Tak and the Power of Juju — Пупунуну (в эпизоде Tikis of War/Hairy Zaria)
- 2008 — ВАЛЛ-И / WALL-E — пассажир «Аксиомы»
- 2008 — Мартышки в космосе / Space Chimps — второстепенные персонажи
- 2008 — Игорь / Igor — разные роли
- 2008 — ? / Underfist: Halloween Bash — певец
- 2008—2009 — Семейство Сатурдей / The Secret Saturdays — разные роли (в 2 эпизодах[англ.])
- 2008, 2010 — Финес и Ферб / Phineas and Ferb — второстепенные персонажи (в 2 эпизодах)
- 2009 — Фостер: Дом для друзей из мира фантазий / Foster's Home for Imaginary Friends — певец (в эпизоде The Bloo Superdude and the Great Creator of Everything's Awesome Ceremony of Fun[англ.])
- 2009 — Вверх / Up — медбрат Эй Джей
- 2009 — Трансформеры: Месть падших / Transformers: Revenge of the Fallen — Айронхайд
- 2009 — Захватывающий мир Эль Супербеасто / The Haunted World of El Superbeasto — дядя Карл
- 2009 — Облачно, возможны осадки в виде фрикаделек / Cloudy with a Chance of Meatballs — второстепенные персонажи
- 2009—2011 — Супергеройский отряд / The Super Hero Squad Show — Один / Геркулес / прочие персонажи (в 8 эпизодах[англ.])
- 2009—2013 — Перекрёсток в джунглях[англ.] / Jungle Junction — Краб-такси (в 26 эпизодах[англ.])
- 2010 — Сумасшедшие за стеклом: Фильм[англ.] / The Drawn Together Movie: The Movie! — Супергерой / Король / Хитрый койот
- 2010 — История игрушек: Большой побег / Toy Story 3 — второстепенные персонажи
- 2010 — Том и Джерри: Шерлок Холмс / Tom and Jerry Meet Sherlock Holmes — Кастрюля / Бретт Джереми
- 2010—2012 — Специальный агент Осо[англ.] / Special Agent Oso — профессор Буффо (в 5 эпизодах[англ.])
- 2010, 2012, 2014 — Байки Мэтра / Cars Toons — второстепенные персонажи (в 5 эпизодах)

Компьютерные игры
- 2001 — Star Wars: Starfighter[англ.]* — Рик Оли / пиратские сухопутные войска
- 2001 — Crash Bandicoot: The Wrath of Cortex — Ло-Ло, элементаль воздуха / компьютер
- 2001 — Star Wars: Galactic Battlegrounds — Дарт Мол / прочие персонажи
- 2001 — Star Wars: Obi-Wan — Грэн Таг / Ки-Ади-Мунди / раненый солдат Набу[англ.]
- 2002 — Star Wars Racer Revenge[англ.] — Дарт Мол
- 2002 — Star Wars Jedi Knight II: Jedi Outcast — Гран 1 / главарь мошенников / трандошан
- 2002 — Kingdom Hearts — доктор Финклштейн / Лок
- 2002 — Star Trek: Starfleet Command III[англ.] — второстепенные персонажи
- 2003 — Finding Nemo — марлин / Брюс / сумасшедшие дайверы
- 2003 — Star Wars: Knights of the Old Republic — солдат Республики
- 2003 — Star Wars Jedi Knight: Jedi Academy — Гран / трандошан
- 2004 — Galleon[англ.] — купец
- 2004 — Everybody's Golf 4[англ.] — разные роли (дубляж)
- 2004 — The Nightmare Before Christmas: Oogie's Revenge — доктор Финкелштейн
- 2004 — Spyro: A Hero’s Tail — Дракон Спайро / прочие персонажи
- 2005 — Animaniacs: The Great Edgar Hunt — Вакко Уорнер / Большой Вождь Сидящий Бизон
- 2005 — Crash Tag Team Racing — Крэш Бандикут / дроны в парке
- 2005 — Kingdom Hearts II — доктор Финклштейн / Лок
- 2006 — Ice Age 2: The Meltdown — второстепенные персонажи
- 2006 — Over the Hedge — Винсент / Король Крыс / шеф полиции
- 2006 — Over the Hedge: Hammy Goes Nuts![англ.] — Винсент
- 2007 — Kingdom Hearts II: Final Mix+ — доктор Финклштейн / Лок
- 2007 — Surf's Up[англ.] — Цыплёнок Джо
- 2007 — Crash of the Titans — Крэш Бандикут
- 2007 — Ratchet & Clank: Tools of Destruction — разные роли
- 2007 — Shrek the Third — капитан пиратов / крестьянин-актёр / злой рыцарь
- 2008 — Ratchet & Clank Future: Quest for Booty — контрабандист / попугай
- 2008 — Crash: Mind over Mutant — Крэш Бандикут
- 2009 — Transformers: Revenge of the Fallen — Айронхайд
- 2009 — Transformers Revenge of the Fallen: Autobots[англ.] — Айронхайд
- 2009 — The Secret of Monkey Island: Special Edition — разные роли
- 2009 — Ratchet & Clank Future: A Crack in Time — контрабандист / водопроводчик / аккумуляторный бот
- 2009 — The Secret Saturdays: Beasts of the 5th Sun[англ.] — Писмил
- 2009 — Marvel Super Hero Squad[англ.] — Красное Динамо
- 2010 — Marvel Super Hero Squad: The Infinity Gauntlet[англ.] — Геркулес

#### 2011—2020
Фильмы, мультфильмы, мультсериалы
- 2001—2005, 2012 — Абсолютные шпионки! / Totally Spies! — разные роли (в 54 эпизодах)
- 2009—2011 — Супергеройский отряд / The Super Hero Squad Show — Один / Геркулес / прочие персонажи (в 8 эпизодах[англ.])
- 2009—2013 — Перекрёсток в джунглях[англ.] / Jungle Junction — Краб-такси (в 26 эпизодах[англ.])
- 2010—2012 — Специальный агент Осо[англ.] / Special Agent Oso — профессор Буффо (в 5 эпизодах[англ.])
- 2010, 2012, 2014 — Байки Мэтра / Cars Toons — второстепенные персонажи (в 5 эпизодах)
- 2011 — Тачки 2 / Cars 2 — второстепенные персонажи (в титрах не указан)
- 2011 — Трансформеры 3: Тёмная сторона Луны / Transformers: Dark of the Moon — Айронхайд
- 2011 — Мальки / Small Fry — разные роли
- 2011—2013 — Шоу Кливленда / The Cleveland Show — Медведь Тим / прочие персонажи (в 16 эпизодах)
- 2011—2013 — Шоу Луни Тюнз / The Looney Tunes Show — разные роли (в 13 эпизодах)
- 2012 — Лоракс / The Lorax — второстепенные персонажи
- 2012 — Веселозавр Рекс / Partysaurus Rex — второстепенные персонажи
- 2012 — Том и Джерри: Робин Гуд и его Мышь-Весельчак[англ.] / Tom and Jerry: Robin Hood and His Merry Mouse — Кастрюля
- 2012 — Скуби-Ду! Под куполом цирка / Big Top Scooby-Doo! — Скуби-Ду в образе человека / охранник
- 2012 — Ральф / Wreck-It Ralph — Дон
- 2012—2013 — Мотор-Сити[англ.] / Motorcity — Техас (в 15 эпизодах)
- 2012—2013 — Щенки из приюта 17 / Pound Puppies — разные роли (в 4 эпизодах[англ.])
- 2012—2018 — София Прекрасная / Sofia the First — разные роли (в 33 эпизодах[англ.])
- 2012—2020 — Доктор Плюшева / Doc McStuffins — разные роли (в 93 эпизодах[англ.])
- 2013 — Любопытный Джордж[англ.] / Curious George — Динвуди (в эпизоде George and Allie's Lawn Service/Curious George's Scavenger Hunt[англ.])
- 2013 — Университет монстров / Monsters University — второстепенные персонажи
- 2013 — Конь-огонь / Get a Horse! — второстепенные персонажи
- 2013 — Гадкий я 2 / Despicable Me 2 — второстепенные персонажи
- 2013, 2015 — Рик и Морти / Rick and Morty — разные роли (в 3 эпизодах)
- 2014 — Приключения мистера Пибоди и Шермана / Mr. Peabody & Sherman — Авраам Линкольн / Джордж Вашингтон / Билл Клинтон / Исаак Ньютон
- 2014 — Центр вечеринки / Party Central — второстепенные персонажи
- 2014 — Том и Джерри: Потерянный дракон[англ.] / Tom and Jerry: The Lost Dragon — Кастрюля
- 2014 — Турбо: Молниеносная команда / Turbo Fast — Дин Куизин (в 2 эпизодах)
- 2014 — Герой Цветного города[англ.] / The Hero of Color City — Зелёный
- 2014—2016 — 7 гномов / The 7D — Грим Хмур (в 42 эпизодах)
- 2014—2016 — Миксели[англ.] / Mixels — разные роли (в 14 эпизодах)
- 2014—2015, 2017 — Супергерой на полставки / Penn Zero: Part-Time Hero — старик Миддлберг / второстепенные персонажи (в 22 эпизодах[англ.])
- 2015 — Трудная любовь Мэйди[англ.] / Madea's Tough Love — менеджер / диктор
- 2015 — Головоломка / Inside Out — второстепенные персонажи (в титрах не указан)
- 2015 — Том и Джерри: Шпионский квест[англ.] / Tom and Jerry: Spy Quest — Кастрюля
- 2015 — Миньоны / Minions — второстепенные персонажи
- 2015 — Луни Тюнз: Кролик в бегах[англ.] / Looney Tunes: Rabbits Run — суслик Тош / пума Пит
- 2015 — Голан Ненасытный[англ.] / Golan the Insatiable — бот (в 2 эпизодах)
- 2015 — Монстры на каникулах 2 / Hotel Transylvania 2 — второстепенные персонажи
- 2015 — Шоу мистера Пибоди и Шермана[англ.] / The Mr. Peabody & Sherman Show — второстепенные персонажи (в эпизоде Biggest Fan/Queen Isabella[англ.])
- 2015 — Дикий Запад шерифа Келли[англ.] / Sheriff Callie's Wild West — бандит-барнстормер[англ.]* (в эпизоде Barnstorming Bandit)
- 2015 — Норм и Несокрушимые / Norm of the North — турист
- 2015—2016 — ТрипТанк / TripTank — разные роли (в 3 эпизодах)
- 2016 — Земля дураков[англ.] / Nerdland — Джесс, репортёр
- 2016 — Дядя Деда / Uncle Grandpa — второстепенные персонажи (в эпизоде Fleas Help Me[англ.])
- 2016 — Тайная жизнь домашних животных / The Secret Life of Pets — второстепенные персонажи
- 2016 — Зверопой / Sing — второстепенные персонажи
- 2016—2017 — Сын Зорна / Son of Zorn — разные роли (в 3 эпизодах)
- 2016—2017 — Могучие магимечи[англ.] / Mighty Magiswords — разные роли (в 5 эпизодах[англ.])
- 2016—2017 — Мой шумный дом / The Loud House — разные роли (в 3 эпизодах)
- 2016, 2018 — Червяк из будущего[англ.] / Future-Worm! — разные роли (в 7 эпизодах)
- 2016—2020 — Елена — принцесса Авалора / Elena of Avalor — разные роли (в 10 эпизодах[англ.])
- 2016—2018, 2020 — Вспыш и чудо-машинки / Blaze and the Monster Machines — разные роли (в 8 эпизодах)
- 2017 — Звёздная принцесса и силы зла / Star vs. the Forces of Evil — старый песенник (в эпизоде Face the Music[англ.]; вокал; в титрах не указан)
- 2017 — Рапунцель: Дорога к мечте / Tangled: Before Ever After — Карман
- 2017 — Подводная эра / Deep — Луиджи
- 2017 — Гадкий я 3 / Despicable Me 3 — второстепенные персонажи
- 2017 — Трансформеры: Последний рыцарь / Transformers: The Last Knight — Баррикейд
- 2017 — Том и Джерри: Вилли Вонка и шоколадная фабрика / Tom and Jerry: Willy Wonka and the Chocolate Factory — дедушка Джо / Билл, хозяин магазина сладостей
- 2017 — Эмоджи фильм / The Emoji Movie — второстепенные персонажи
- 2017 — Реальная белка 2 / The Nut Job 2: Nutty by Nature — второстепенные персонажи
- 2017 — Большой рот[англ.] / Big Mouth — Дуэйн «Скала» Джонсон (в эпизоде Am I Gay?)
- 2017 — Рассол и Арахис / Pickle and Peanut — второстепенные персонажи (в эпизоде Watchin' Darlin'/Petting Zoo)
- 2017—2020 — Дороти и волшебник страны Оз[англ.] / Dorothy and the Wizard of Oz — разные роли (в 75 эпизодах)
- 2018 — Легенды завтрашнего дня / Legends of Tomorrow — подражатель голосу Элвиса Пресли (в эпизоде Amazing Grace)
- 2018 — Микки Маус: Мир приключений / Mickey Mouse Mixed-Up Adventures — Джесс (в эпизоде Super-Charged: Pop Star Helpers/The Chip 'N Dale 500[англ.])
- 2018 — Гринч / The Grinch — второстепенные персонажи
- 2018—2020 — Дружные мопсы[англ.] / Puppy Dog Pals — разные роли (в 13 эпизодах[англ.])
- 2019 — Рапунцель: Новая история / Rapunzel's Tangled Adventure — Карман / бандит (в эпизоде Peril on the High Seas[англ.])
- 2019 — Малыши маппеты[англ.] / Muppet Babies — исполнитель песни Kick It Up a Notch (в эпизоде The Karate Cub/Don't Over Duet)
- 2020 — Скуби-Ду и угадай кто? / Scooby-Doo and Guess Who? — разные роли (в 2 эпизодах)
- 2020 — Звёздный путь: Нижние палубы / Star Trek: Lower Decks — К’орин (в эпизоде Envoys)
- 2020 — н. в. — Озорные анимашки / Animaniacs — Вакко Уорнер,(в 13 эпизодах на 19 февраля 2021)

Компьютерные игры
- 2011 — Transformers: Dark of the Moon[англ.] — Айронхайд
- 2011 — Ratchet & Clank: All 4 One — Тарпод-старший / водопроводчик
- 2011 — Kinect: Disneyland Adventures[англ.] — Братец Лис[англ.] / Братец Кролик[англ.]
- 2012 — Ratchet & Clank: Full Frontal Assault[англ.] — водопроводчик
- 2013 — Sly Cooper: Thieves in Time — бабуин-стражник / Кэрни
- 2013 — Skylanders: Swap Force — взрывная зона
- 2013 — Ratchet & Clank: Nexus — водопроводчик / контрабандист / попугай
- 2014 — Skylanders: Trap Team — Флип Крушитель / взрывная зона / Буко
- 2014 — Sunset Overdrive — Джек Две-Шляпы
- 2015 — Heroes of the Storm — E.T.C.
- 2015 — Disney Infinity 3.0[англ.] — Марлин
- 2015 — Skylanders: SuperChargers — Флип Крушитель / взрывная зона
- 2015 — Lego Dimensions — Трусливый Лев / Ригалл
- 2016 — Ratchet & Clank — разные роли
- 2016 — Skylanders: Imaginators[англ.] — Крэш Бандикут / Флип Крушитель
- 2017 — Crash Bandicoot N. Sane Trilogy — Крэш Бандикут / Полосатый Потору / Кенгуру Потрошитель
- 2019 — Kingdom Hearts III — второстепенные персонажи
- 2019 — Crash Team Racing Nitro-Fueled — Крэш Бандикут / прочие персонажи

#### 2021 — н. в.
Фильмы, мультфильмы, мультсериалы
- 2020 — н. в. — Озорные анимашки / Animaniacs — Вакко (в 13 эпизодах на 15 января 2021)
- 2021 — Лига монстров / Rumble — второстепенные персонажи

Компьютерные игры

#### Парки развлечений
- С 1989 — Splash Mountain[англ.] в Диснейленде, а с 1992 в Волшебном королевстве[англ.] — Братец Кролик[англ.], мистер Блюбёрд, гусь, стервятники, сова, аллигатор, братец Черепах, дикобраз и прочие персонажи
- С 1994 — Roger Rabbit's Car Toon Spin[англ.] в Диснейленде — Кролик Роджер[англ.]
- С 2007 — Finding Nemo Submarine Voyage[англ.] в Диснейленде — марлин
- С 2011 — Transformers: The Ride 3D[англ.] в Universal Studios Singapore[англ.] — Айронхайд

### Исполнение песен
- 1985 — Новые дети / The New Kids — «Edge of Survival»
- 1988 — Эльвира — повелительница тьмы / Elvira: Mistress of the Dark — «Town Without Pity»
- 1989 — Закат: Вампиры в изгнании[англ.] / Sundown: The Vampire in Retreat — «Earth Angel (Will You Be Mine)» и «I'm So Fine»
- 1989, 1997 — Женаты… с детьми / Married... with Children — две песни (в 2 эпизодах)
- 1991—1995 — Тасманийский дьявол[англ.] / Taz-Mania — вступительная песня (в 65 эпизодах)
- 1992 — Мой кузен Винни / My Cousin Vinny — «Don't Look At My Shadow» и «Funny How Time Slips Away»
- 1992 — Наш конёк — большие деньги / We're Talking Serious Money — «Do it to Me»
- 1993 — Безжалостный 3 / Relentless 3 — «You're Gonna Get What You Deserve»
- 1993—1997 — Озорные анимашки / Animaniacs — ок. 30 песен (в 22 эпизодах[англ.])
- 1996 — Аладдин и король разбойников / Aladdin and the King of Thieves — «Are You In or Out?»
- 1996 — Мать / Mother — «Mrs. Robinson»
- 1996 — Фриказоид! / Freakazoid! — две песни (в 2 эпизодах)
- 1998 — Все псы попадают в рай / All Dogs Go to Heaven — «Party on a UFO» (в эпизоде The Rexx Files)
- 1998 — Танцуй со мной / Dance with Me — «Dream Dancing»
- 1998 — Пинки и Брейн / Pinky and the Brain — «We're Off to See the Has-Been» (в эпизоде Star Warners[англ.])
- 1998—1999 — Геркулес / Hercules — три песни (в 3 эпизодах)
- 2001 — Леди и Бродяга 2: Приключения Шалуна / Lady and the Tramp II: Scamp's Adventure — «Junkyard Society Rag»
- 2001 — Мышиный дом / House of Mouse — «Everybody Wants to Be a Woof» (в эпизоде Pluto Saves the Day)
- 2003 — Алекс и Эмма / Alex & Emma — «It All Depends on You»
- 2003 — Суперкрошки / The Powerpuff Girls — девять песен (в эпизоде See Me, Feel Me, Gnomey[англ.])
- 2003—2004 — Джонни Браво / Johnny Bravo — две песни (в 2 эпизодах[англ.])
- 2004 — Книга комиксов в кино[англ.] / Comic Book: The Movie — «4 Color World»
- 2004 — Три мушкетёра: Микки, Дональд и Гуфи / Mickey, Donald, Goofy: The Three Musketeers — «L'Opera»
- 2004 — The Nightmare Before Christmas: Oogie's Revenge — «Dr. Finklestein's Song»
- 2004 — Мультреалити / Drawn Together — «Black Chick's Tongue» (в эпизоде Hot Tub[англ.])
- 2006 — Спроси у пыли / Ask the Dust — «I Don't Want to Set the World on Fire»
- 2006 — Остаться в живых / Stay Alive — «Sweet Dreams»
- 2011—2013 — Шоу Луни Тюнз / The Looney Tunes Show — пять песен (в 5 эпизодах)
- 2013, 2015 — София Прекрасная / Sofia the First — три песни (в 3 эпизодах[англ.])
- 2014 — Герой цветного города[англ.] / The Hero of Color City — «Heave Ho (Boat Song)»
- 2015 — 7 гномов / The 7D — «The 7D Dance» (в эпизоде Doing the 7D Dance)
- 2015 — Луни Тюнз: Кролик в бегах[англ.] / Looney Tunes: Rabbits Run — «Girl, You're Fabulous»
- 2015 — Шоу мистера Пибоди и Шермана[англ.] / The Mr. Peabody & Sherman Show — «Take It to the Top» (в эпизоде Outbreak/Ancient Greek Games)
- 2017 — Звёздная принцесса и силы зла / Star vs. the Forces of Evil — «Perfect Princess Moon» (в эпизоде Face the Music[англ.])
- 2017 — Том и Джерри: Вилли Вонка и шоколадная фабрика / Tom and Jerry: Willy Wonka and the Chocolate Factory — «The Candy Man» и «(I've Got a) Golden Ticket»
- 2020 — н. в. — Озорные анимашки / Animaniacs — шесть песен (в 5 эпизодах на 6 января 2021)

### Роли «вживую»
- 1987 — Пульс[англ.] / Throb — участник муз. группы The Playthings (в эпизоде The Spa)
- 1995 — Пустое гнездо / Empty Nest — Винс (в эпизоде Harry Weston: Man's Best Friend)
- 2002 — Деревенские медведи[англ.] / The Country Bears — длинноволосый чувак
- 2005 — Презренные[англ.] / The Scorned — певец, бэнд-лидер
- 2012 — Вперед — к успеху! / Big Time Rush — вавилонянин (в эпизоде Big Time Babysitting)
- 2013 — Я знаю этот голос[англ.] / I Know That Voice — в роли самого себя
- 2018 — Жизнь в деталях / Life in Pieces — доктор Хут-Штейн / Мышь Муж (в эпизоде Reading Egg Nurse Neighbor[англ.])

### Прочие работы
- 1990 — Утиные истории: Заветная лампа / DuckTales the Movie: Treasure of the Lost Lamp — кастинг-директор
- 2001 — н. в. — Самые смешные домашние видео Америки[англ.] / America's Funniest Home Videos — ведущий (356 выпусков по состоянию на 4 января 2021 года)
- 2004 — Книга комиксов в кино[англ.] / Comic Book: The Movie — продюсер
- 2005 — Домашний инопланетянин[англ.] / Pet Alien — режиссёр озвучивания (в 3 эпизодах)